# オレとアニキと五人の女たち
『オレとアニキと五人の女たち』（おれとあにきとごにんのおんなたち）は、高原秀和監督の日本映画。2023年12月2日劇場公開。

## 概要
「OP PICTURES+フェス2023」作品の1本として劇場公開。脚本は『恋は光』『ももいろそらを』を監督した小林啓一が担当。小林にとって自作以外への初の脚本提供となった。落語好きの小林が落語演目「五人廻し」をモチーフに色恋の世界を描く。
2024年5月17日、『もっこり万華鏡 欲情した五人の女たち』のタイトルで、R18+版（成人映画）として劇場公開された。
映画評論家の切通理作は、漁夫の利のようなコミカルな役回りを長野こうへいが好演と論じた。

## ストーリー
治郎は才能に憧れ、アニキと慕うミュージシャンの秀次のマンションに居候していたが、このときの秀次といえば、怪我を理由に音楽活動をせず、女を部屋に連れ込む自堕落な生活をしていた。
この日も秀次が彼女の葵とセックスをしている最中に、別の女性・緑が訪ねてくる。女王様の緑にお仕置きを受けながらも帰ってもらう。秀次にどうなっているのかと問いただすと、複数人の女性と交際しているため、別の女性が来ても言い訳をし「今はここにいないから追い返せ」と無理難題を突き付けられる。
次にやってきたのは和装姿の寿だった。治郎は極道の妻を名乗る寿にたじたじになるも、「秀次は死んだ」と嘘をつく。しかし極妻は諦めるどころか、「これがうちの弔いや」と治郎は逆に迫られてしまう。葵が帰ると、また別の女性・光子が訪ねてくる。秀次は彼女は最高の楽器だと光子の女体をかき鳴らした。
壮絶な体験をした治郎はその後、交際を始めたお嬢様・和美とデートする。

## 登場人物
治郎
演 - 長野こうへい
秀次の憧れ尊敬している駆け出しミュージシャン。秀次のため防波堤となる。
秀次
演 - 山科圭太
才能溢れるギタリスト。しかし現在は自称プロのヒモ（怪我により休業中）。治郎に女性が来ても追い返せと告げる。
和美
演 - 入田真綾
治郎と付き合い始めたお嬢様。
光子
演 - 幾田まち
秀次のイマカノ。
葵
演 - 真白みのり
秀次のモトカノ。
緑
演 - 燃ゆる芥
女王様。
寿
演 - 辰巳ゆい
極妻。

## スタッフ
- 監督：高原秀和
- 脚本：小林啓一
- 撮影監督：田宮健彦
- 録音：百瀬賢一
- メイク：ビューティ★佐口
- 着付け：小川みゆき
- 編集：高原秀和
- 音楽：五十嵐理（THE PRISONER）
- 助監督：小泉剛 迫田遼亮
- スチール：本田あきら
- 協力：石川欣 森山茂雄
- 制作：ラブパンク
- 提供：オーピー映画